# Paul Siphiwo Vanqa
Paul Siphiwo Vanqa SAC (ur. 15 czerwca 1955 w Xonxa) – południowoafrykański duchowny katolicki, biskup Queenstown od 2021.

## Życiorys
Święcenia kapłańskie otrzymał 5 lipca 1986 w Stowarzyszeniu Apostolstwa Katolickiego. Pracował głównie w pallotyńskich parafiach, był też m.in. radnym i zastępcą przełożonego południowoafrykańskiej delegatury pallotynów, a także wikariuszem generalnym i administratorem diecezji Queenstown.
3 marca 2021 papież Franciszek mianował go ordynariuszem diecezji Queenstown. Sakry udzielił mu 29 maja 2021 arcybiskup Stephen Brislin.